# Сальянский 206-й пехотный полк
206-й пехотный Сальянский Его Императорского Высочества Наследника Цесаревича великого князя Алексея Николаевича полк — пехотная воинская часть Русской императорской армии.
Старшинство — 14.06.1805.
Полковой праздник — 7 июня, день священномученика Феодота, епископа Анкирского.
Дислокация — Баку.

## История
14 июня 1805 года Высочайшим приказом из 3 мушкетёрских рот 1-го, 2-го и 3-го морских полков Балтийского флота, и солдатской команды Каспийской флотилии сформирован для судов Каспийской военной флотилии Каспийский морской батальон.
В марте 1813 года перечислен из морского ведомства в военно-сухопутное.
18 января 1830 года переименован в Грузинский линейный № 8 батальон.
8 марта 1840 года назван Грузинским линейным № 9.
С 31 августа 1842 по 8 апреля 1858 года — Грузинский линейный № 8 батальон.
8 апреля 1858 года переименован в 21-й Кавказский линейный батальон.
23 марта 1868 года назван 66-м Бакинским губернским батальоном.
1 августа 1874 года переименован в Бакинский местный батальон.
1 июля 1878 года развернут в 1-й и 2-й Бакинские местные батальоны, укомплектованные 1034 ратниками ополчения.
17 августа 1878 года 2-й батальон упразднён.
20 сентября 1889 года переименован в 12-й Кавказский резервный пехотный (кадровый) батальон.
1 августа 1890 года переформирован в пятиротный состав.
25 марта 1891 года переименован в Сальянский резервный пехотный (кадровый) батальон.
13 декабря 1892 года переформирован в двухбатальонный состав и назван Сальянским резервным пехотным (кадровым) полком.
26 мая 1899 года переименован в 262-й пехотный резервный Сальянский полк.
В марте 1903 года полк включен в состав 1-го Кавказского армейского корпуса.
30 июля 1907 года назван 262-м пехотным резервным Сальянским Его Императорского Высочества Наследника Цесаревича полком.
30 декабря 1908 года 262-й пехотный резервный Сальянский полк вместе с 7-й, 8-й, 9-й и 10-й ротами 1-го Варшавского и 3-го Ковенского крепостных пехотных полков были переформированы в полк, названный 262-м пехотным Сальянским.
20 февраля 1910 года назван 206-м пехотным Сальянским Его Императорского Высочества Наследника Цесаревича полком.
На 1 января 1914 года входил в состав 1-й бригады 52-й пехотной дивизии 3-го Кавказского армейского корпуса.

## Шеф полка
- 30.07.1907-после 01.07.1912 — Е. И. В. Наследник Цесаревич и Великий Князь Алексей Николаевич.

## Командиры полка
- 30.04.1890 — 03.06.1895[1] — полковник Симонов, Лев Васильевич
- 11.06.1895 — 05.06.1896[2] — полковник Протасов, Михаил Дмитриевич
- 05.06.1896 — 22.01.1903[3] — полковник Мамврийский, Аркадий Григорьевич
- 23.02.1903 — 23.02.1907 — полковник (с 22.06.1906 генерал-майор) Вальтер, Мечислав Константинович
- 11.10.1907 — 31.12.1913 — полковник Кванчхадзе, Василий Алексеевич
- 13.12.1913 — 07.05.1915[4] — полковник (с 03.04.1915 генерал-майор) Зайцев, Василий Васильевич
- 07.05.1915 — 03.07.1915[5] — полковник Шимченко, Стефан Фёдорович
- 06.08.1915 — 14.10.1916 — полковник Романовский, Иван Павлович
- 24.10.1916 — 18.11.1917 — полковник Гудзенко, Илья Александрович